# 深津泰彦
深津 泰彦（ふかつ やすひこ、1945年1月8日 - ）は、日本のバスケットボール選手、労働運動家、実業家。トヨタ自動車労働組合書記長や、トヨタアドミニスタ代表取締役社長、東京トヨタ自動車代表取締役会長、日本バスケットボール協会会長等を歴任した。

## 人物・経歴
愛知県出身。安城市立安城西中学校、愛知県立安城高等学校を経て、名古屋大学卒業。トヨタ自動車男子バスケットボール部選手を経て、1979年トヨタ自動車労働組合副委員長。1982年トヨタ自動車労働組合書記長。トヨタ自動車常務取締役を経て、2003年トヨタアドミニスタ代表取締役社長。2007年東京トヨタ自動車代表取締役会長。2008日本バスケットボール協会副会長。2009年三井倉庫取締役。2009年東アジア競技大会男子バスケットボールチームリーダー。2011年トヨタ部品愛知共販代表取締役会長。2013年日本バスケットボール協会会長職務代行。2014年には日本バスケットボール協会会長に就任したが、国際バスケットボール連盟（FIBA）から要求されていた協会の組織改革や国内トップリーグ並立問題等を解決することができず、FIBAの資格停止処分が不可避となったため、FIBAが設定した期限を前に辞任した。トヨタ自動車アンテロープス顧問等も務めた。その後、日本バスケットボール協会はFIBAから資格停止処分を受けた。